# توپولوژی بدیهی
در توپولوژی، یک فضای توپولوژیک با توپولوژی بدیهی جایی است که تنها مجموعه‌های باز، مجموعه‌های تهی و تمام فضا هستند. چنین فضایی برخی مواقع فضای به هم پیوسته گفته می‌شود و توپولوژی آن بعضی اوقات یک توپولوژی به هم پیوسته خوانده می‌شود. به‌طور شهودی این نتیجه منطقی را می‌توان گرفت که تمام نقاط فضا با هم در یک جا جمع شده و نمی‌توانند با ابزارهای توپولوژیک تمییز داده شوند.
توپولوژی بدیهی، توپولوژی با حداقل تعداد مجموعه‌های باز ممکن است، زیرا تعریف یک توپولوژی نیاز دارد تا این دو مجموعه باز باشند. با وجود این سادگی، یک فضای X با بیش از یک عضو و توپولوژی بدیهی، فاقد یک ویژگی مطلوب است: یک فضای T۰ نیست.
ویژگی‌های دیگر یک فضای به هم پیوسته X -که خیلی از آن‌ها غیرمعمول هستند- عبارتند از :
- تنها مجموعه‌های بسته، مجموعه تهی و X هستند.
- تنها پایه ممکن X} ، X} است.
- اگر X بیش از یک نقطه داشته باشد، سپس چون T۰ نیست، در هیچ یک از اصل‌های بالاتر T نیز صدق نمی‌کند. به ویژه این که یک فضای هاسدورف نیست.
- با توجه به هاسدورف نبودن، X نه یک توپولوژی ترتیب است و نه متریک پذیر.
- X به هر حال منظم، کاملاً منظم، نرمال و کاملاً نرمال است. اگر چه همگی از راهی نسبتاً بی معنی، چون تنها مجموعه‌های بسته تهی و X می‌باشند.
- X فشرده و بنابراین شبه فشرده، لیندلوف و فشرده محلی می‌باشد.
- هر تابعی که دامنه اش یک فضای توپولوژیک و هم دامنه X است، پیوسته می‌باشد.
- X همبند با مسیر و در نتیجه همبند است.
- X اول-شمارا، دوم-شمارا و تفکیک پذیر است.
- همه زیرفضاهای X دارای توپولوژی بدیهی هستند.
- همه فضاهای خارج قسمت X دارای توپولوژی بدیهی هستند.
- حاصل ضرب‌های دلخواه فضاهای توپولوژیک بدیهی، چه با توپولوژی حاصل ضرب و چه توپولوژی جعبه، دارای توپولوژی بدیهی می‌باشند.
- تمام دنباله‌ها در X به هر نقطه X همگرا می‌باشند. به ویژه هر دنباله یک زیر دنباله همگرا (تمام دنباله) دارد، در نتیجه X فشرده ترتیبی است.
- درون هر مجموعه به جز X تهی است.
- بست هر زیرمجموعه ناتهی X خود X است. به بیان دیگر: هر زیرمجموعه ناتهی X فشرده است، ویژگی ای که فضاهای توپولوژیک بدیهی را توصیف میکند.
- اگر S هر زیرمجموعه X با بیش از یک عضو باشد، همه اعضا X نقاط حدی S هستند. اگر S یک مجموعه تک عضوی باشد، هر نقطه X/S همچنان یک نقطهٔ حدی S می‌باشد.
- X یک مجموعه بئر است.
- دو فضای توپولوژیک دارای توپولوژی بدیهی همریخت هستند، اگر دارای کاردینال یکسان باشند.

به تعبیری متضاد توپولوژی بدیهی، توپولوژی گسسته است، که در آن همه زیرمجموعه‌ها باز هستند.
توپولوژی بدیهی به یک فضای شبه متریک، که در آن فاصله بین هر دو نقطه صفر است، و یک فضای یکنواخت، که در آن تمام ضرب دکارتی X×X تنها محیط پیرامون است، تعلق دارد.
فرض کنیم Top رده فضاهای توپولوژیک با نگاشت پیوسته و Set رده مجموعه‌ها با توابع باشند. اگر F : Top → Set عملگری باشد که به هر فضای توپولوژیک، مجموعه متضمن آن را نسبت دهد (اصطلاحاً عملگر فراموش کار)، و G : Set → Top عملگری باشد که توپولوژی بدیهی را روی یک مجموعه دلخواه قرار دهد، G راست الحاقی به F است. (عملگر H : Set → Top که توپولوژی گسسته را روی یک مجموعه دلخواه قرار میدهد، چپ الحاقی به F است.)